# 休斯敦動物園
休斯敦動物園（英語：Houston Zoo）是一座位於美國德克薩斯州休斯敦赫爾曼公園中的55英畝大的動物園。其中有900多種，共6,000多只動物，每年接待超过2百万名遊客。这是全美国参观人数第二多的动物园，仅次于聖地牙哥動物園。自2002年起，该动物园的运营者由休士顿市改为同名的非牟利组织。
动物园每天上午 9:00 至下午 5:00 开放。

## 生物

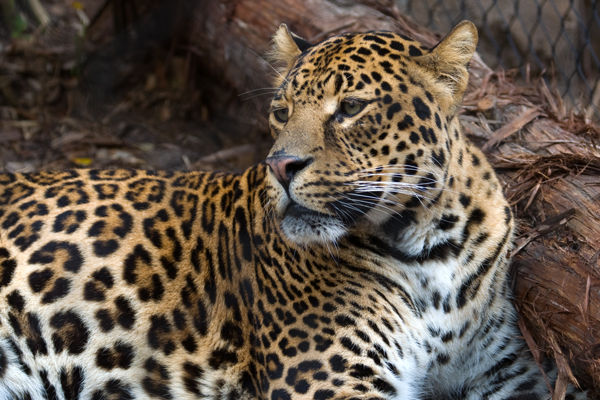
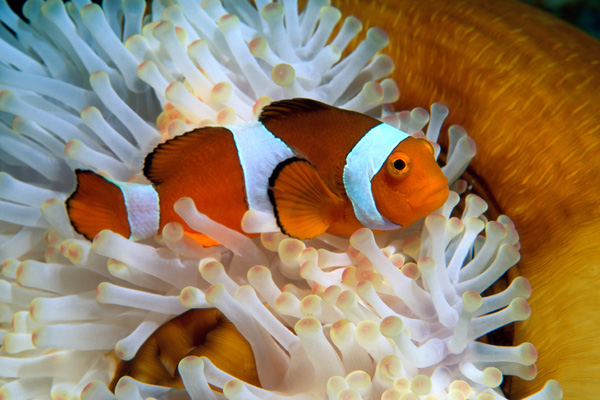
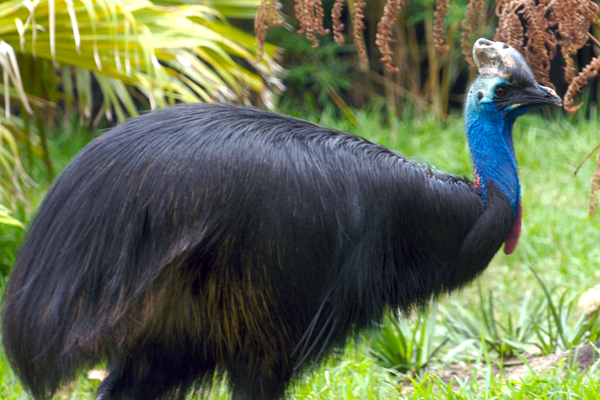
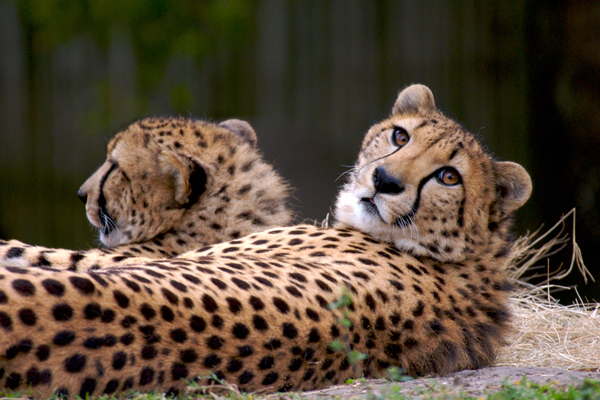
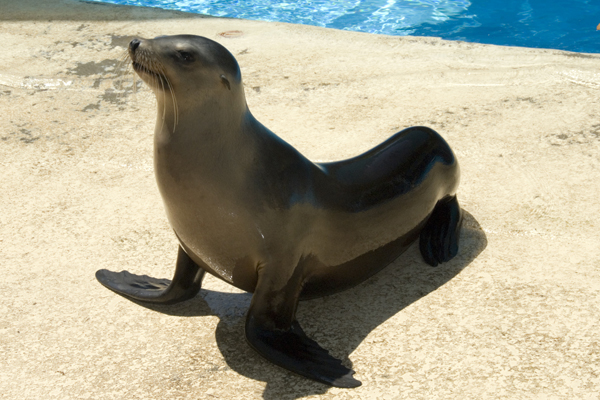

## 外部連結
- 维基共享资源上的相關多媒體資源：休斯敦動物園